# Sticktagningsdomino
Sticktagningsdomino är en samlad benämning på sällskapsspel, i vilka den i kortspel förekommande spelmekanismen sticktagning har överförts på spel med dominobrickor.
Den grundläggande formen av sticktagningsdomino är avsedd för fyra deltagare, som spelar individuellt eller parvis som i bridge och whist. En uppsättning med 28 brickor (0–6 ögon) används, och deltagarna får sju brickor var. Spelet inleds med budgivning, där den högstbjudande blir spelförare, varefter spelet om sticken tar vid. När alla sju sticken är spelade delas poäng ut för hemtagna stick.
Vid budgivningen uppger spelarna hur många stick man tror sig kunna vinna, i förekommande fall tillsammans med partnern. Spelföraren får bestämma trumf, och väljer då ett tal mellan 0 och 6, motsvarande antalet ögon på brickorna. Om talet exempelvis är två, består den svit som utgör trumf av alla brickor med två ögon. Inom varje svit är brickorna rankade med dubbelbrickan högst, därefter i fallande ordning efter sammanlagda antalet ögon. Spelföraren kan också välja att låta alla dubbelbrickor utgöra en trumfsvit, eller välja spel utan trumf.
Om en bricka i trumfsviten spelas ut först i ett stick, måste de andra deltagarna om möjligt också lägga ut varsin trumf, annars saka en valfri bricka. Om någon annan bricka än trumf spelas ut först, avgör det högsta antalet ögon på brickan vilken svit som gäller för sticket: har till exempel brickan 4-2 spelats ut, ska de andra deltagarna följa efter med brickor med fyra ögon. Har man inga sådana, får man spela ut en trumf eller saka någon annan bricka.
Högsta trumfbricka vinner sticket. Om ingen trumf finns vinner högsta bricka i den svit som gäller för det aktuella sticket.
Det mest kända av dominospelen med sticktagning är 42 eller forty-two, som anses vara "nationalspelet" i den amerikanska delstaten Texas. I detta spel delas 1 poäng ut för varje hemtaget stick och därutöver 5 poäng för brickorna 5-0, 4-1 och 3-2 samt 10 poäng för 5-5 och 6-4. Den maximala poängen är alltså 42, vilket har gett spelet dess namn.